# Chorążek
Chorążek – wieś w Polsce, w województwie mazowieckim, w powiecie gostynińskim, w gminie Szczawin Kościelny.
Do 2023 miejscowość była częścią wsi Gołas.
Chorążek został założony przez osadników holenderskich między 1803 a 1827 rokiem. W 1827 mieszkało tutaj 35 osób. Do dziś zachował się czytelny krajobraz kulturowy (np. sztuczne nasadzenia topoli i wierzb) oraz jeden murowany budynek sprzed 1945 roku.
W latach 1975–1998 Chorążek należał administracyjnie do województwa płockiego.